# Wyprawy
Wyprawy – część miasta Skarżyska-Kamiennej, usytuowana na północy miasta.
Administracyjnie wchodzi w skład osiedla Pogorzałe. Jest to niewielkie. peryferyjne skupisko osadnicze wzdłuż ulicy Rajdowej.